# Schwellenland

Basierend auf Daten des IWF und der United Nations aus dem Jahr 2008
Industriestaat
Schwellenland
Am wenigsten entwickelte Länder
Keine Daten

Als Schwellenland (auch: Zweite Welt) werden speziell in der Entwicklungspolitik und Entwicklungstheorie jene Staaten bezeichnet, die sich im Prozess der Industrialisierung befinden und deshalb den Status als Entwicklungsland überwunden haben.

## Allgemeines
Schwellenländer oder „Zweite Welt“ bilden die zweite Stufe einer Rangordnung, zu der die „Erste Welt“, „Dritte Welt“ und „Vierte Welt“ gehören. Schwellenländer sind formal zwar noch Entwicklungsländer, die sich jedoch ökonomisch im Übergang vom Agrarstaat zum Industriestaat befinden und bei denen die Urproduktion zu Gunsten der Industrie sukzessive in den Hintergrund tritt. Typische Merkmale sind ein überdurchschnittliches Wirtschaftswachstum, verbesserte Entwicklungsindikatoren, stark wachsende Dienstleistungssektoren sowie höhere Sozialstandards. Gelegentlich wird ein solches Land auch als „take-off country“ bezeichnet, da es die typischen Strukturmerkmale eines Entwicklungslandes überwunden hat und im Begriff ist, sich von dieser Gruppe abzuheben.
Schwellenländer sind durch einen weitgehenden Umbau der Wirtschaftsstrukturen gekennzeichnet, der von der Agrarwirtschaft zur Industrialisierung führt. Schwellenländer sind meist geprägt durch einen starken Gegensatz zwischen Armut und Reichtum. Unterschiede zwischen konservativen Kräften und Parteien, die eine Modernisierung erreichen wollen, führen oft zu Spannungen. Auch im deutschen Sprachraum wird als Kennzeichen der Schwellenländer meist die rasche Industrialisierung genannt. Doch sind ihre ökonomischen Strukturen in einigen Fällen nicht mehr durch die Dominanz der Industrieproduktion, sondern durch einen stärker werdenden Dienstleistungssektor gekennzeichnet. Daher gibt es heute Bezeichnungen wie Important industrialized and developing economies (deutsch „wichtige industrialisierte und sich entwickelnde Volkswirtschaften“).

## Geschichte
Ursprünglich gehörten alle Schwellenländer zu den Entwicklungsländern. Vom ökonomischen Status der Entwicklungsländer konnten sich jedoch einige Länder wie Brasilien, Mexiko, Südafrika oder Südkorea lösen, weil bei ihnen die Industrialisierung erhebliche Fortschritte machte und die Weiterverarbeitung der im Land vorhandenen Rohstoffe der Urproduktion (Agrarprodukte, Bodenschätze, Holz, Speisefische) übernahm. Für diese entstand nach der Ölpreiskrise vom Oktober 1973 der Begriff der „Neuen industrialisierenden Länder“ (englisch Newly Industrializing Countries). Ab 1979 bezog sich der Begriff auch auf die asiatischen Tigerstaaten.
Schließlich entstand 1981 für die Schwellenländer der Begriff der „aufstrebenden Märkte“ (englisch Emerging Markets, auch deutsch „Schwellenmarkt“), vorgeschlagen von der Weltbank-Tochtergesellschaft Internationale Finanz-Corporation.
Im November 2001 prägte Jim O’Neill – Chefvolkswirt der Großbank Goldman Sachs – die Abkürzung BRIC, hinter der sich  Brasilien,  Russland,  Indien,  Volksrepublik China und – als Erweiterung BRICS – auch seit April 2011  Südafrika verbergen. Eine Erweiterung seit Januar 2024 erfasst  Argentinien,  Ägypten,  Äthiopien,  Iran,  Saudi-Arabien und  Vereinigte Arabische Emirate, 2025 kam  Indonesien hinzu.

## Merkmale
Es gibt keine verbindliche Definition der Merkmale von Schwellenländern. Ein Schwellenland weist in der Regel folgende wirtschaftliche Erfolge auf:
- Es werden überdurchschnittliche Wachstumsraten erzielt, die auch die Wachstumsraten der OWZE-Länder teilweise deutlich überschreiten.
- Die Länder entwickeln zumindest in einigen Segmenten die Breiten- und Tiefenstruktur der verarbeitenden Industrie bis zur Herstellung von Investitionsgütern und schaffen durch gezielte Investitionen in die materielle und soziale Infrastruktur, vor allem in Ausbildung von Humankapital, die Voraussetzung für Entwicklungssprünge.
- Es herrscht eine mit den OWZE-Ländern vergleichbare Arbeitsproduktivität bei allerdings deutlich niedrigerem Lohnniveau.
- Schwellenländer nutzen Marktnischen des Weltmarktes und setzen auf den Export von Fertigwaren – oft aber auch von Rohstoffen, beispielsweise Indonesien und Südafrika. Je nach Definition werden auch einige überwiegend Erdöl exportierende Länder wie Saudi-Arabien zu den Schwellenländern gezählt.
- Das durchschnittliche Pro-Kopf-Einkommen wächst stark an. Es bildet sich eine breite Mittelschicht heraus.

Am Beispiel des Stadtstaates Singapur (der von Schwellenländern umgeben ist) kann man typische Eigenschaften von Schwellenländern verdeutlichen. Singapur zieht langfristige Großinvestitionen z. B. in Shopping Malls, Chemiefabriken oder Raffinerien an, weil es mehr als Geld, Land und Steuernachlässe zu bieten hat: Qualifizierte Arbeiter, politische Berechenbarkeit, Sicherheit, Schutz des geistigen Eigentums, wenig Korruption und eine hohe Lebensqualität. All dies lässt in Schwellenländern zu wünschen übrig. Als eine Ursache für Spannungen und Probleme gilt ein starkes Bevölkerungswachstum.
Viele Währungen von Schwellenländern sind von einer hohen Inflation (teilweise Hyperinflation) sowie von starken Wechselkursschwankungen gegenüber den großen Weltwährungen gekennzeichnet.
Die sozialen Entwicklungsindikatoren der Schwellenländer wie Alphabetisierungsrate, Säuglingssterblichkeit, Entwicklung einer Zivilgesellschaft oder Umweltschutz hinken den wirtschaftlichen Fortschritten oft hinterher, doch steigt die Lebenserwartung infolge verbesserten Zugangs zu medizinischer Versorgung.

## Liste von Ländern

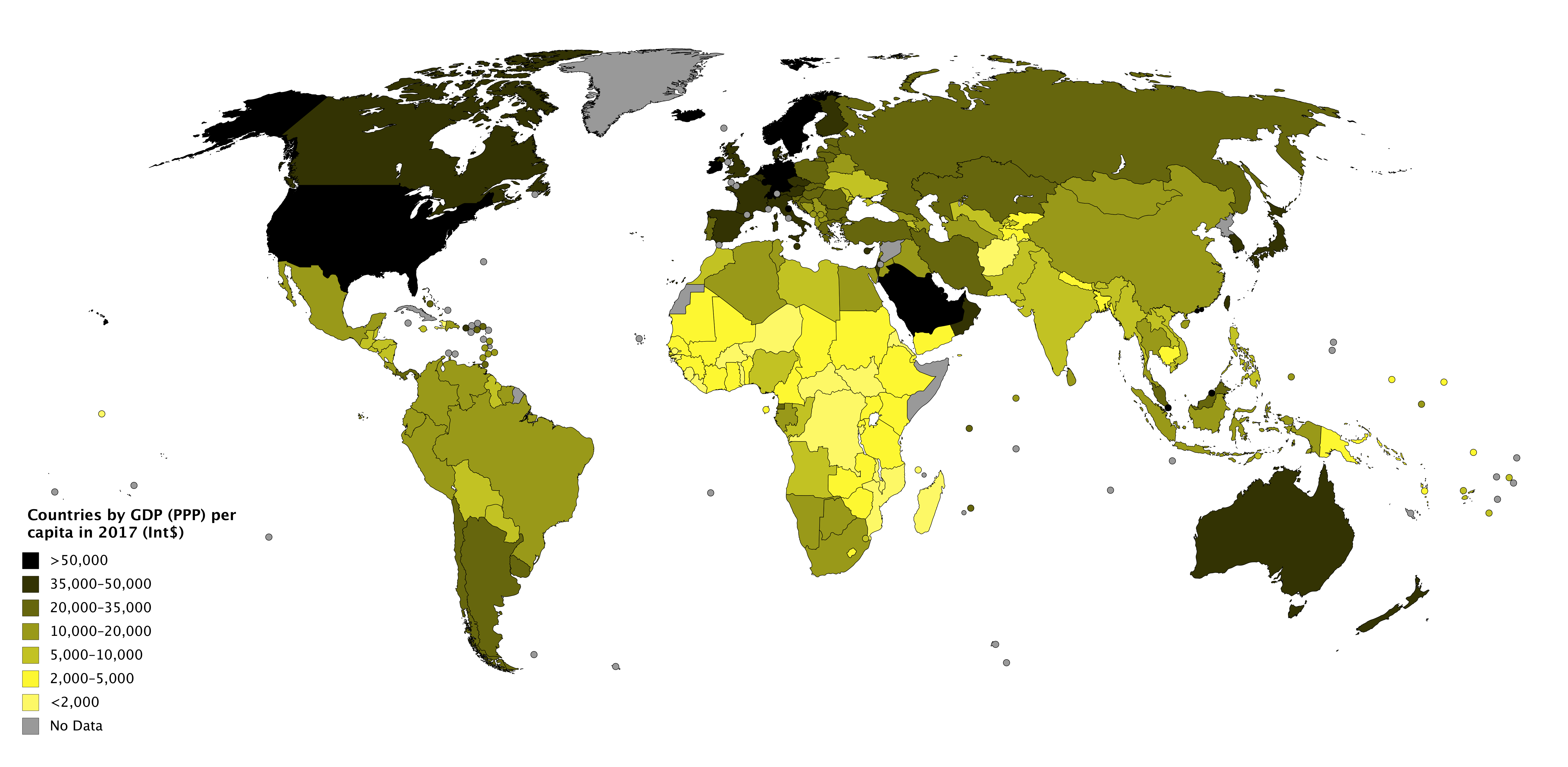
Länder nach Bruttoinlandsprodukt pro Kopf (kaufkraftbereinigt) 2017

OWZE-Staaten, 2010
Gründerstaaten
Beitrittstaaten

Von verschiedenen Institutionen (zum Beispiel Weltbank, OWZE, IWF und EG) wurden in den letzten Jahrzehnten Listen mit Schwellenländern erstellt. Eine verbindliche Liste der Schwellenländer gibt es nicht, ihre Zahl schwankt je nach Liste zwischen 10 und 55.
Eine verbindliche Übersetzung in die englische Sprache gibt es ebenfalls nicht; es gibt mehrere englische Begriffe, die mit 'Schwellenland' übersetzt werden können (emerging nation, newly industrialising country, threshold country, emerging market).
Allgemeingültige, messbare und akzeptierte Normen fehlen. Die Weltbank kategorisiert 55 Länder als ‚Schwellenländer‘ (upper-middle-income economies), darunter Südafrika, Mexiko, Brasilien, Malaysia, Ukraine, Russland und die Türkei. Der Internationale Währungsfonds (IWF) kategorisiert 150 Länder als ‚Schwellenländer‘ (emerging and developing economies, Stand 2010), darunter Südafrika, Mexiko, Brasilien, Pakistan, die Volksrepublik China, Indien, die Philippinen, Thailand, Malaysia, Äthiopien, Ungarn, Polen, Litauen, Ukraine, Russland und die Türkei.
Oft werden auch die BRICS-Staaten sowie die MIST-Staaten (ein von Jim O’Neill analog zu BRICS-Staaten geprägter Begriff für Mexiko, Indonesien, Südkorea und die Türkei) zusammenfassend als Schwellenländer bezeichnet.
Das Bundesministerium für wirtschaftliche Zusammenarbeit und Entwicklung (BMZ) und die Europäische Union unternahmen gemeinsam den Versuch, auch soziale und politische Indikatoren zur Bestimmung von Schwellenländern durchzusetzen. Der Versuch wurde auf internationaler Ebene abgewiesen. Daraufhin zog das BMZ seine 30 Schwellenländer umfassende Liste, die unter anderem auch Ecuador und Nicaragua enthielt, wieder zurück.

## Einteilung
Die Bezeichnungen „Zweite Welt“, „Dritte Welt“ oder „Vierte Welt“ sind sozialökonomische und geodeterministische Einteilungen von Regionen auf der Makroebene.
Die Bruttonationaleinkommenkategorisierung der Weltbank differenziert für 2024 die Pro-Kopf-Einkommen ({\displaystyle PKE}) nach dem Bruttonationaleinkommen {\displaystyle BNE} der Einwohnerzahl ({\displaystyle P}), das in vier Länderkategorien gestaffelt ist:
{\displaystyle PKE={\frac {BNE}{P}}}.
Daraus entwickelte sie folgende Klassifizierungen, aus denen auch die „vier Welten“ abgelesen werden können:
| Klassifizierung der Weltbank | {\displaystyle BNE} in US-Dollar pro Kopf und Jahr |
| ---------------------------- | -------------------------------------------------- |
| Low Income Country           | ≤ 1135                                             |
| Lower Middle Income Country  | 1136 bis 4465                                      |
| Upper Middle Income Country  | 4466 bis 13845                                     |
| High Income Country          | > 13846                                            |

Die Schwellenländer gehören in die Kategorie Upper Middle Income Country. Trotz teilweise hohem, temporärem Wirtschaftswachstum ist das Wohlstandsgefälle in keinem Kontinent so groß wie in Asien. Spitzenreiter  Volksrepublik China und  Japan werden gefolgt von den reichen Stadtstaaten  Hongkong und  Singapur, während auf der untersten Stufe  Bangladesch,  Bhutan oder  Kambodscha stehen.
Für Dieter Senghaas ist die Welt – trotz aller Globalisierungstendenzen – in vier Teilwelten mit unterschiedlichen Integrations- und Kompetenzniveaus gespalten:
| Klassifizierung    | Staat | Bruttonationaleinkommen pro Kopf jährlich in US-Dollar |
| ------------------ | --- | ------------------------------------------------------ |
| „Erste Welt“       | OECD-Mitgliedstaaten | > 13.846                                               |
| „Neue Zweite Welt“ | Ostasien: ( Volksrepublik China, Taiwan) Osteuropa: Estland, Lettland, Litauen, Polen, Slowakei, Slowenien, Ungarn Südamerika: Brasilien, Kolumbien, Mexiko | 4466 bis 13845                                         |
| „Dritte Welt“      | Bangladesch, Bolivien, Indien, Indonesien | 1136 bis 4465                                          |
| „Vierte Welt“      | Afghanistan, Burkina Faso, Burundi, Demokratische Republik Kongo, Ruanda, Somalia, Tschad, Zentralafrikanische Republik, Sudan                              | ≤ 1135                                                 |

Der weitaus größte Teil aller Staaten weltweit (193) gehört zur zweiten bis vierten Welt (155 oder 80 %).

## Schwellenmärkte
Ökonomen und Investoren bezeichnen Schwellenländer als Schwellenmärkte (englisch emerging markets). Je nach Sichtweise ist damit im Schwellenland die gesamte Volkswirtschaft gemeint oder nur ein Teilbereich wie der Güter oder der Aktienmarkt. Merkmale der Schwellenmärkte sind die hohe Wachstumsdynamik aufgrund nachzuholender Industrialisierung und/oder hoher Rohstoffexporte, hohe Renditen und hohe Investitionen. Dieser Investitionsboom und die Industrialisierung der Schwellenländer dämpften in der Finanzkrise ab 2007 bis 2010 die Folgen der Finanzkrise für die Realwirtschaft (vor allem für die Investitionsgüterindustrie) in den USA und Europa. 2014 zeichnete sich ab, dass diese Dynamik ihre Grenzen hat und vor allem China auf lange Sicht nicht mehr als „Lokomotive der Weltwirtschaft“ dient. Nach Abklingen des Booms rückt danach die zweite Reihe, die sogenannten Grenzmärkte (englisch Frontier Markets) ins Zentrum der Interesse der Investoren. Dazu zählen beispielsweise Vietnam, Bangladesch und viele afrikanische Staaten.

## Wachstumsmodelle und Staatseingriff
Der IWF empfiehlt den Schwellenländern, dass sich der Staat aus der Wirtschaft zurückziehen solle (Verringerung der Staatsquote), um Platz für den privaten Sektor zu schaffen. Die Konkurrenz würde Unternehmen zu mehr Innovationen zwingen und so wettbewerbsfähiger machen. Der britische Autor und Wirtschaftsjournalist Joe Studwell kritisiert in seinem Buch How Asia Works diese Politik. Staaten, die sich den Empfehlungen des IWF angeschlossen hätten – wie die Philippinen, Thailand und Indonesien – weisen heute wirtschaftliche Probleme auf, weil sie ihre Märkte viel zu früh liberalisiert und Subventionen gestrichen haben. China (1978), Taiwan und Südkorea hätten eine Bodenreform durchgeführt und den Boden aufgeteilt, obwohl der IWF Großfarmen für effektiver hielt, und dadurch ihre Nahrungsmittelimporte erfolgreich reduziert, ferner strikte Finanzkontrollen eingeführt, Protektionismus betrieben, Subventionen für dynamische Exportunternehmen gezahlt und so den heimischen Unternehmern Luft zum Atmen gegeben, bis sie und insbesondere die neuen Industrien wettbewerbsfähig wurden (sogenannte englisch infant industry protection). Allerdings waren diese Subventionen an die Erzielung von Exportüberschüssen gebunden. Studwell kritisiert jedoch die Tätigkeit der Staatsfonds z. B. in Malaysia; durch sie werde mehr englisch nation building betrieben als eine wettbewerbsfähige Industrie entwickelt. China wiederum habe seinen Binnenkonsum zugunsten der Erzielung von Exportüberschüssen stark vernachlässigt.
Kritiker des neoklassischen Entwicklungsmodells verweisen darauf, dass es – abgesehen von Hongkong – kein Schwellenland gegeben habe, das sich ohne Staatseingriff erfolgreich entwickelt habe. Die neoklassische Kritik an der Entwicklungspolitik konzentriere sich auf das Auffinden von Fehlern und unterschlage die Erfolge. Der von ihr oft zitierte Erfolg Taiwans sei zwar auf die Öffnung der Märkte zurückzuführen; doch sei gerade Taiwan ein Beispiel für zielstrebige Industriepolitik durch Importsubstitution und Exportförderung sowie sektorale Eingriffe und einen hohen Staatsanteil an Industrieunternehmen.

## Schuldenkrisen der Schwellenländer
Die amerikanische Steuer- und Finanzpolitik unter Ronald Reagan führte seit 1979 zu erheblichen inflationsbedingten Zinssteigerungen und einem Anstieg des Dollarkurses. Dieser brachte auf der ganzen Welt viele Banken und Volkswirtschaften, die sich in den 1960er und 1970er Jahren massiv in Dollar zu variablen Zinssätzen verschuldet hatten, in Schwierigkeiten, weil sie ihre in heimischer Währung bilanzierten Passiva aufwerten mussten. Der Anstieg der US-Zinsen führte außerdem zur Kapitalflucht aus den Schwellenländern, die Abwertung der heimischen Währungen zu Inflation. Im August 1982 konnte Mexiko – damals das zweitgrößte Schuldnerland der Welt – seine Zinsen nicht mehr zahlen, kurz darauf folgten Brasilien, Argentinien und Venezuela. Diese Krise war die erste, die die gesamte Finanzwelt erschütterte. Die staatlichen Strukturen dieser Länder wurden durch die neue „Schuldendienstökonomie“ (Maximierung der Exporte, Senkung der Einfuhren, Sozialabbau) unter dem Druck von Weltbank und IWF völlig deformiert; die Einkommen sanken jahrelang.
Auch seit Ende der 1990er Jahre kam es häufiger zu Schuldenkrisen in den Schwellenländern, beginnend mit der Asienkrise 1997/98 in Thailand, die auf Indonesien, Südkorea und andere Staaten Südostasiens übergriff, und den Krisen in Lateinamerika in den 1990er- und 2000er-Jahren (vor allem die erneute Argentinien-Krise 1998–2002). Ausgangspunkt dieser regionalen Krisen war die Verschuldung vieler Unternehmen und des Staates in Fremdwährungen mit dem Ziel, Wachstum auf Kredit zu finanzieren. Bei Zinserhöhungen in den Staaten, in deren Währung die Schulden aufgenommen wurden (zumeist US-Dollar), wurde die Schuldenrückzahlungen in den ausländischen Währungen schwieriger oder es kam sogar zur Zahlungsunfähigkeit von Staaten und Banken, wobei die Krisen auf die Realwirtschaft und den Arbeitsmarkt durchschlugen und ihre Folgen oft noch jahrelang spürbar waren.
Die erneute Verschuldung der Schwellenländer in US-Dollar zu Beginn des 21. Jahrhunderts wurde durch die Politik der US-Notenbank nach dem 11. September 2001 gefördert, die die Zinsen auf den niedrigsten Stand in 40 Jahren absenkten. Sie blieben infolge des Ausbleibens einer Inflation in den USA lange Zeit auf diesem niedrigen Stand. Eine Ursache dafür war, dass der Eintritt Chinas in die Weltwirtschaft einen allgemeinen Preisdruck erzeugte. Dennoch stieg der Dollarkurs im Verhältnis zu den Währungen vieler Schwellenländer, die sich an einem Wettlauf um die Abwertung ihrer Währung beteiligen, um sich Vorteile im boomenden Exportgeschäft zu verschaffen.

## Wachstumskrise der Schwellenländer 2014–2016
2014 kam es im Anschluss an einen kreditfinanzierten Rohstoff- und Exportboom in vielen Schwellenländern zu einem fast gleichzeitigen Wirtschaftsabschwung, der sich durch den Verfall des Ölpreises und anderer Rohstoffpreise in der Folge vor allem auf die Öl fördernden Schwellenländer konzentrierte und 2015 zu einer Wachstumskrise bis hin zur drohenden Rezession auswuchs. Für letztere Entwicklung war auch der krisenhafte Verlauf der Umstrukturierung der chinesischen Wirtschaft von der auf niedrigen Arbeitskosten basierenden Massenproduktion hin zu einer binnenmarktorientierten und wissensbasierten Ökonomie ausschlaggebend, deren Rohstoffbedarf sich stark reduzieren wird. Diese und andere Faktoren führten innerhalb von vier Quartalen zu einem Kapitalabzug im Umfang von zirka 300 Milliarden US-Dollar aus den Schwellenländern, deren im Vergleich zu früheren Jahre bescheidene Wachstumsraten in Verbindung mit steigender Inflation auf internationale Investoren abschreckend wirken.

### Vorgeschichte
Die Schwellenländer, vor allem die BRICS-Staaten, waren von der Finanzkrise 2008 zunächst nur in relativ geringem Maß betroffen. Vor, aber besonders nach der Finanzkrise 2008/09 flossen in Erwartung eines Globalisierungsbooms bzw. in der Hoffnung auf dessen Fortsetzung umfangreiche Investitionen aus dem Dollar- und Euroraum in die extraktive Wirtschaft dieser Staaten, vor allem in die Ölförderung, den Bergbau und in Cash Crops. Zunächst wurden die BRICS-Staaten seit ca. 2001, später auch die MIST-Länder (Mexiko, Indonesien, Südkorea, Türkei) sowie Kasachstan, Malaysia, Thailand und andere zu Zielen teils spekulativer Kapitalanlagen, die sich vom vermuteten weiteren Anstieg der Rohstoffpreise, von der Perspektive einer dynamischen Globalisierung der Weltwirtschaft und einer forciert nachholenden Industrialisierung der Schwellenländer leiten ließen.
Diese forcierte Industrialisierung führte dazu, dass in den Schwellenländern anders als in den Industriestaaten, wo der Energieverbrauch nur langsam anstieg, besonders energieintensiv produziert wurde. So sind China, Russland und Südafrika die drei energieintensivsten Produktionsstandorte der Welt. Das verstärkte die Energienachfrage und trug mit zum Anstieg des Ölpreises bei.
Zahlreiche Investmentfonds fokussierten ihre Anlagen auf die Schwellenländer bzw. auf die dort geförderten oder produzierten Rohstoffe wie Öl, Gold, Kupfer, Nickel, Kohle, Palmöl, Kautschuk, Soja und Kaffee (also auf die Fortsetzung des kolonialen Extraktivismus).
Nach der Finanzkrise verstärkte sich der Kapitalzufluss in die Schwellenländer wegen der Niedrig- bzw. Nullzinspolitik in den USA und Europa. Insgesamt flossen durch den Rohstoff- und Industrialisierungsboom von 2000 bis 2012 rund 5 Billionen US-Dollar dorthin. Die deutschen Kapitalexporte verdreifachten sich zwischen 1999 und 2012; der Anteil der Schwellen- und Entwicklungsländer stieg dabei besonders stark an. Auch viele Unternehmen in diesen Ländern nutzten Dollar- und Eurokredite sowie Kredite in Schweizer Franken, um ihre Kapazitäten auszubauen. Vor allem aber internationale Bergbaukonzerne verschuldeten sich hoch, um sich den Zugriff auf Rohstoffreserven zu sichern. Ebenso stiegen die Staatsverschuldung der Schwellenländer sowie (besonders in Malaysia und Thailand) der Verschuldungsgrad privater Haushalte. Indien setzte hingegen auf die staatliche Förderung des privaten Konsums, was ein hohes Leistungsbilanzdefizit zur Folge hatte.
Die Verschuldung Asiens ohne Japan (Staats-, Unternehmens- und private Schulden) erreichte 2014 insgesamt 205 Prozent des Bruttoinlandsprodukts im Vergleich zu 144 Prozent im Jahr 2007 und stieg damit wesentlich stärker als die Europas und der USA. Abgesehen von Japan waren damit 2014 außer Japan fünf asiatische Nationen mit mehr als dem Doppelten des Bruttoinlandsprodukts verschuldet, nämlich China, Hongkong, Singapur, Südkorea und Thailand.
Der kreditfinanzierte Investitionsboom in vielen Schwellenländern mit teils gigantischen Infrastruktur- und privaten Immobilienprojekten zog einen Abbau der Arbeitslosigkeit und einen deutlichen Anstieg des Wohlstands vieler privater Haushalte nach sich. So stieg der Anteil der BRIC-Staaten am kaufkraftbereinigten globalen Bruttoinlandsprodukt bis 2015 auf ca. 27 Prozent und verdoppelte sich damit innerhalb von knapp 15 Jahren. Gleichzeitig stiegen 2010 bis 2013 die Importquoten der USA und Europas im Zuge der Erholung des Welthandels kräftig an. Im Gegenzug versechsfachten sich Deutschlands Exporte in die BRIC-Staaten im Zeitraum von 1999 bis 2011, wovon vor allem Autoindustrie, Maschinenbau, chemische und Elektroindustrie profitierten. Dabei handelt es sich zum großen Teil um Produkte, die zur Produktivitätssteigerung in den Schwellenländern beitrugen und deren Handelsbilanzüberschüsse erhöhten.
Der Rohstoffboom ergriff auch Industrieländer wie Australien und Kanada und befeuerte dort das Wirtschaftswachstum, führte aber dazu, dass der relative Anteil von verarbeitender Industrie und Dienstleistungen an der Bruttowertschöpfung dieser Staaten zurückging und sie sich wieder den faktorbasierten Ökonomien annäherten, deren Wachstum vor allem auf extraktiven Industrien basiert. Auch konnte das Handelsbilanzdefizit der USA und vieler EU-Staaten im Verhältnis zu China mit billigem Zentralbankgeld finanziert werden, wodurch für diese Staaten der Anreiz, eine wettbewerbsfähige Industrie zu erhalten, verringert wurde.

### Lokale Risikofaktoren
Schon 2012 wurde vielfach von einer „überoptimistischen Globalisierungseuphorie“ gesprochen. Auch wurden negative Wirkungen des Ressourcenfluchs deutlich, der auf der starken Abhängigkeit des Geschäftsmodells vieler Länder von Rohstoffexporten lag. Erzielte z. B. Brasilien 2011 noch einen Rekordaußenhandelsüberschuss von fast 30 Milliarden Dollar durch den Export von Rohstoffen wie Eisenerz, Sojabohnen, Zucker und Rohöl, so schrumpfte dieser im Jahr 2013 auf knapp 2,6 Milliarden Dollar. Die andauernden Kapitalzuflüsse gründeten sich immer weniger auf realistische Wachstumserwartungen; vielmehr basierten die Wachstumserwartungen für die Schwellenländer umgekehrt auf der spekulativen Erwartung weiterer Kapitalzuflüsse angesichts vermutlich langfristig niedriger Zinsen in den USA und Europa. Zudem gab es in den letzten Jahren wenig attraktiven Anlagealternativen. Dabei gerieten immer mehr Schwellenländer aus der zweiten Reihe ins Visier spekulativer Investoren. In den Fokus der Finanzinvestoren rückten damit auch die sogenannten „künftigen Schwellenländer“ wie Angola.
Der starke Zufluss von Kapital aus dem Ausland begünstigte die Korruption in Staaten mit wesentlicher staatlicher Beteiligung an der Wirtschaft wie Malaysia, Indonesien oder Brasilien (im Fall Petrobras), verzögerte die Schließung oder Sanierung unrentabler und überschuldeter Staatsbetriebe in vielen Ländern wie in Vietnam, förderte aber gleichzeitig die Ausbreitung der Schattenwirtschaft.
Hinzu kamen die wegen der in manchen Ländern teils fünfzehn Jahre anhaltenden Prosperitätsphase unterlassenen Strukturreformen (z. B. Bürokratieabbau, Reform der Landwirtschaft, Ausbau der Infrastruktur), die die Effektivität der Investitionen und die Steigerung der Arbeitsproduktivität behinderten.
So erlebte Indonesien von 1999 bis 2014 eine weitgehend ungestörte Boomphase, die den bescheidenen Wohlstand in den Städten vermehrte, allerdings auf Java zentriert blieb und nicht zur Entwicklung der Human Resources und der maroden Infrastruktur genutzt wurde.
Eine Rolle spielen auch politische Faktoren wie die Streikwelle 2013 und die allgemein krisenhaften Arbeitsbeziehungen in Südafrika oder der im Verhältnis zum Bevölkerungswachstum viel zu langsame Ausbau des Bildungswesens in Brasilien und Indonesien.
Große Infrastrukturprobleme gibt es auch in Indien. Dort wurden zwar 2013/14 Rekordüberschüsse beim Nahrungsmittelexport erreicht, allerdings um den Preis hoher staatlicher Subventionen für die Erzeuger, die immer unrentabler arbeiten.
Auch in Thailand hielt der Ausbau der Infrastruktur nicht Schritt mit dem Wachstum, das sich stark auf die Region Bangkok konzentrierte. 2014 wirkten sich die politischen Unruhen negativ auf die Entwicklung des Tourismus aus. Die Autoexporte stagnierten 2014/15 infolge des Verfalls des australischen Dollars, die Reisexporte gerieten unter Preisdruck und der Kautschukpreis fiel von 2011 auf 2015 um etwa 60 Prozent.
In Nigeria, das sich selbst als Schwellenland versteht, aber aufgrund sozialökonomischer Indikatoren zu den Entwicklungsländern gerechnet werden muss, konkurrieren die Eliten zahlreicher ethnischer Gruppen um die Erlöse aus dem Ölexport. Zusätzlich zu den ethnischen und religiösen Spannungen bremsen Terrorismus, Klientelismus und eine marode Infrastruktur die Entwicklung.
Russlands Wachstum wurde durch die Sanktionen der EU und der USA im Zuge der Ukraine-Krise bei gleichzeitig fallenden Ölpreisen gedämpft. Aus Russland floss im Jahr 2014 Kapital im Umfang von über 150 Milliarden US-Dollar ab.
Trotz steigender Lohnkosten vor allem in den rohstoffproduzierenden Sektoren gelang es in vielen Schwellenländern nicht, die extreme soziale Ungleichheit zu reduzieren. Diese hat in Brasilien, Indonesien, Mexiko, aber auch in Indien in Form des Kastenwesens eine deutlich wachstumshemmende Wirkung. Der Gini-Index als Maß der Ungleichheit der Einkommensverteilung wuchs durch den Investitionsboom in einigen Schwellenländern (Ausnahme: China) sogar weiter an, so z. B. in Südafrika (sehr deutlich von 2000: 57,8 auf 2011: 65), in Indonesien und Mexiko.
Ein entscheidender Faktor für die Zuspitzung der Wachstumskrise im Jahr 2015 war jedoch die durch die niedrigen Zinsen und die staatliche chinesische Politik unterstützte Blasenbildung auf den Immobilien- und Finanzmärkten Chinas.

### Öl- und Rohstoffpreisverfall
Ursächlich für den Einbruch der Exporterlöse der Schwellenländer war vor allem der Verfall der Ölpreise seit April 2014. Dieser war bedingt durch die vorausgehende starke Expansion der Förderung, die – gemessen am infolge der Energiewende nur langsam wachsenden Bedarf – zu Überkapazitäten führte. Entscheidend dazu trug der Aufstieg der USA zum Exportland von Fracking-Öl durch Verdoppelung seiner Ölfördermenge innerhalb von vier Jahren bei. Bis 2015 war der Export von US-Rohöl verboten. Laut Weltenergiebericht 2015 der BP stieg die US-Ölförderung 2014 auf den Rekordwert von 1,6 Millionen Barrel pro Tag. Auch die Gasproduktion der USA legte weiter zu, so dass sie Russland als weltgrößte Fördernation der beiden Rohstoffe insgesamt und Saudi-Arabien als größten Ölförderer verdrängten. Ende 2015 erreichten die Welt-Lagervorräte an Öl einen Rekordbestand von ca. 1,4 Milliarden Barrel, davon ca. 800 Millionen in den USA.

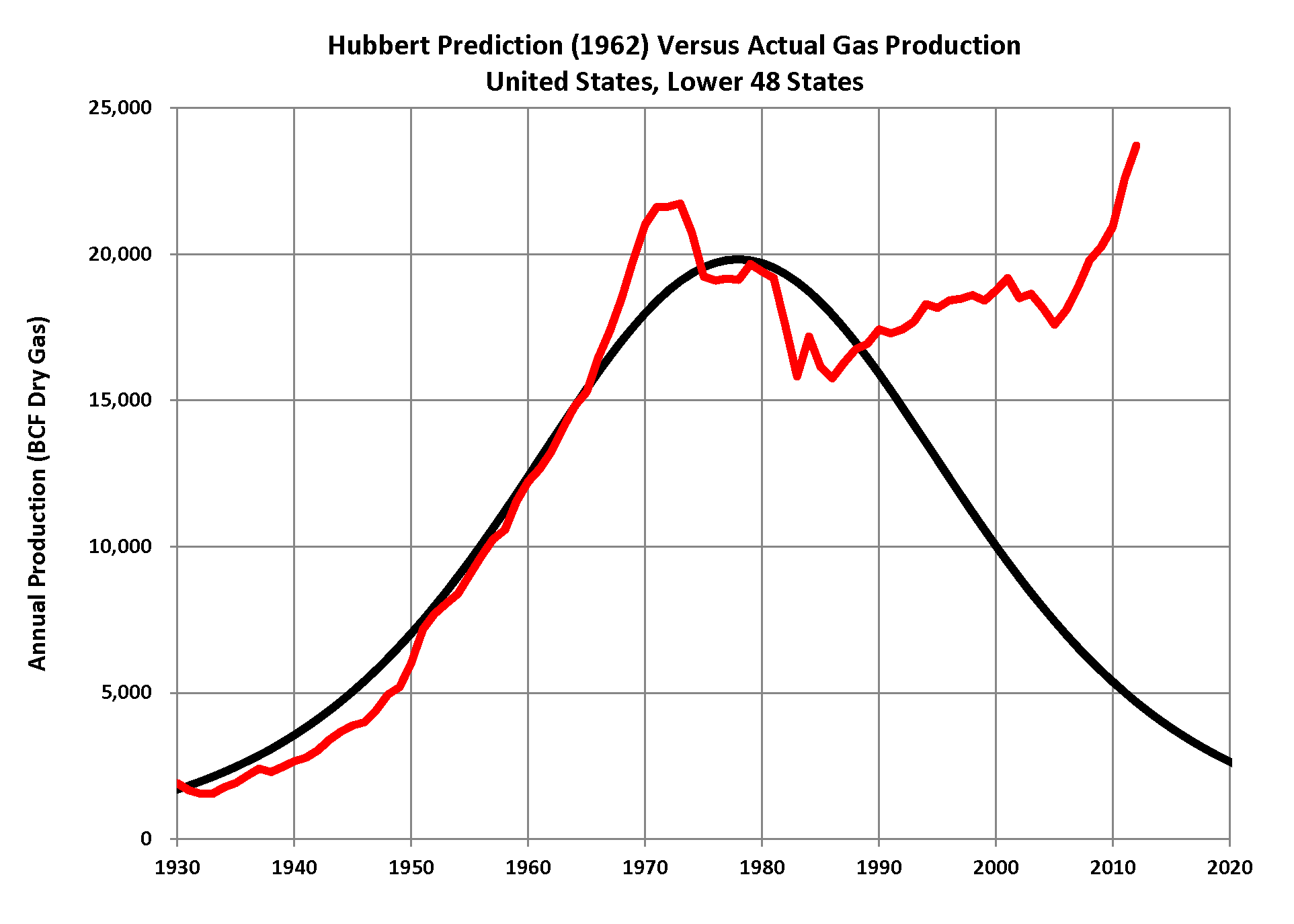
Prognostizierte (sog. Hubbert-Kurve) und tatsächliche US-Erdgasproduktion (ohne Alaska und Hawaii)

Während die Erschließungs- und Förderkosten von Öl und Ölsanden in vielen Förderländern – vor allem in den USA und Kanada, in Mexiko, in der Polarregion und der nördlichen Nordsee – stiegen und die Konkurrenz durch erneuerbare Energien zunahm, reagierten die OPEC-Staaten, allem voran Saudi-Arabien, anders als bei vergangenen Ölpreisabstürzen nicht mit einer Reduzierung der Fördermengen. Die in Erwartung steigender Ölpreise gebunkerten Ölreserven der großen Mineralölkonzerne mussten von diesen 2015 verkauft werden und drückten zusätzlich auf den Markt; dennoch erhöhten sich die weltweiten Lagervorräte. Saudi-Arabien erreichte Ende 2015 ein neues Fördermaximum, Angola expandierte die Förderung, und auch der Irak erreichte 2015 neue Rekordwerte, wenn auch um den Preis einer raschen Erschöpfung von Ölfeldern.
Auch Russland drosselte seine Produktion nicht, da der Rubelkurs im Verhältnis zum Dollar schneller fiel als der Ölpreis, so dass die in Rubel anfallenden Förderkosten im Verhältnis zu den Dollarerlösen sogar sanken. Stattdessen intensivierte Russland die Produktion in alten, „reifen“ Ölfeldern. So erzielte Rosneft im zweiten Quartal 2015 erhebliche Umsatz- und Gewinnzuwächse. Nur der international stärker engagierte privat geführte Lukoil-Konzern, der in Dollar berichtet, erlitt einen Gewinneinbruch im ersten Halbjahr 2015. Die Erdölproduktion der vier größten russischen Konzerne erreichte 2015 einen postsowjetischen Rekord, während gleichzeitig die Wirtschaft schrumpfte.
- Siehe auch Russische Wirtschaftskrise 2015

Nur in Mexiko fiel die Förderung so stark, dass das Parlament 2013 die Aufhebung des staatlichen Monopols der PEMEX, die die erforderlichen Investitionen nicht mehr aufbringen konnte, und die Zulassung privater Förderunternehmen beschloss.
Im August 2015 erreichten die Preise für ein Barrel US-Öl mit 39 US-Dollar und im Dezember der für das Barrel Nordseeöl mit unter 40 US-Dollar jeweils ein Sechsjahrestief, im Januar 2016 fielen die Preise beider Sorte zeitweise unter 30 Dollar, also auf ein Zwölfjahrestief. Durch den Ölpreisverfall sanken staatliche Einnahmen und Unternehmensgewinne der Öl und Gas fördernden bzw. exportierenden Länder, vor allem in den arabischen Ländern (in Saudi-Arabien sanken die Einnahmen aus dem Verkauf von Erdöl 2015 gegenüber dem Vorjahr um 42 Prozent), aber auch in Brasilien, Kasachstan, Aserbaidschan, Venezuela und Nigeria. In der Folge sank auch der Gaspreis.
Zur Kompensation der zurückgehenden Einnahmen aus dem Öl- und Gasverkauf warfen diese und andere Länder andere Rohstoffe auf den Markt, was neben der sinkenden Nachfrage Chinas ebenfalls zu deren Preisverfall beitrug. Der Eisenerzpreis halbierte sich von Anfang 2014 bis Anfang 2015 von 135 auf 67 US-Dollar, wofür die sinkende Nachfrage aus China ausschlaggebend war. Etwa im gleichen Umfang ging der Preis für Warmwalzstahl zurück, da China seine Überschussproduktion auf dem Weltmarkt abzusetzen versuchte. Ebenso sanken der Nickelpreis innerhalb von 12 Monaten bis August 2015 um 38 %, der Kupferpreis im gleichen Zeitraum um 20 % und der Aluminiumpreis von September 2014 bis September 2015 ebenfalls um 20 %. Auch Kohle-, Zink-, Blei- und Platinpreis fielen. Insgesamt erreichten die Rohstoffpreise im August 2015 weltweit ein 16-Jahres-Tief, während die Förderung nur langsam zurückging.
Infolge des Preisverfalls stieg die Verschuldung von rohstoffexportierenden Staaten, aber auch von rohstofffördernden Unternehmen, die wegen der niedrigen Zinsen in den USA und Europa Dollar- und Eurokredite aufgenommen hatten, innerhalb kurzer Zeit an. Länder wie Indien, die Türkei und insbesondere Südkorea, die in geringerem Maße abhängig von Rohstoffexporten sind, sondern Rohöl sogar zu mehr als 80 Prozent importieren müssen, konnten sich dem Trend zunächst entziehen, doch auch ihr Außenhandelsdefizit wuchs – in Indien u. a. durch die seit Herbst 2014 sprunghaft angestiegenen Goldkäufe von Privaten, die insgesamt ca. 20.000 Tonnen Gold besitzen.
Von 2006 bis 2014 verdoppelten sich die Auslandsschulden der MIST-Staaten; diejenigen Indiens wuchsen auf das Zweieinhalbfache. Malaysia, das sich mit seiner weitgehend von Staatsfonds kontrollierten Wirtschaft den Vorgaben des IWF widersetzte, wies auch 2014 eine aktive Außenhandelsbilanz auf, wenngleich die Staatsverschuldung anstieg.
Als im Sommer 2015 Zinserhöhungen in den USA für den Herbst des Jahres angekündigt wurden, setzte eine massive Kapitalflucht aus den Schwellenländern ein, was dort zu stark fallenden Börsenkursen führte. Die Wechselkurse der Währungen der Schwellenländer gegenüber Dollar und Euro brachen ein bzw. wurden wie im Fall Chinas 2015 gezielt abgewertet, um die Konjunktur zu stimulieren. So verlor die türkische Lira von Januar bis August 2015 etwa 28 % ihres Werts gegenüber dem US-Dollar, der brasilianische Real von Juli bis September 2015 etwa 25 %, der Rubel von Ende 2012 bis August 2015 etwa 50 % und die indonesische Rupiah etwa 25 % gegenüber dem Euro. Der malaysische Ringgit fiel auf den Tiefststand seit 1998. Der Wert der kasachischen Tenge von April bis Dezember 2015 um etwa 40 % und der des aserbaidschanischen Manat um fast 50 %. Der südafrikanische Rand verlor von Anfang 2015 bis Anfang 2016 42 % seines Werts gegenüber dem US-Dollar. Auch die Währungen Kolumbiens, Mexikos und Chiles verloren im Verhältnis zu Dollar und Euro an Wert. Die Inflation nahm in allen diesen Ländern zu, ohne dass durch den Kursverfall die Exporte nennenswert gesteigert werden konnten.

### Die Schlüsselrolle Chinas
China weist zwar 2015 immer noch ein im Vergleich zu Europa beachtliches Wachstum auf, doch sank es 2014 auf den niedrigsten Stand seit 25 Jahren. Diese Entwicklung spielte eine katalytische Rolle für die Wachstumskrise in anderen Schwellenländern.
Hatte China die Folgen der Finanzkrise 2009 durch einen gigantischen Investitionsboom zu kompensieren versucht, zeigte sich Jahre später, dass der unkoordinierte, durch Bankkredite geförderte Ausbau von Industrien in den Provinzen zu Überkapazitäten in zahlreichen Wirtschaftszweigen geführt hatte, für deren Produkte kaum Absatzchancen bestanden. Die Kapazitäten der Stahl- und in der Papier- und Pappeproduktion waren 2015 nur noch zu 67 Prozent ausgelastet; schwach war ebenfalls die Auslastung der Raffinerien, Kohlebergwerke, Werften, Zementfabriken, Industrieglasfabriken sowie in einigen Agrarsparten (u. a. Mais). In sogenannten „Zombie-Fabriken“ sind Hunderttausende von Mitarbeitern unterbeschäftigt.
Das zeigte das Versagen der staatlichen Lenkung: Der geplante Umbau der chinesischen Wirtschaft von Massenproduktion zur Hochtechnologie und binnenmarktorientierten Dienstleistungsökonomie verlief nicht ohne gravierende Verwerfungen. Trotz Abwertung der Landeswährung zur Steigerung der Exporte wurden zahlreiche – vor allem staatseigene – Unternehmen besonders im schwerindustriell geprägten Nordosten des Landes, vor allem in der Provinz Liáoníng, geschlossen. Infolgedessen ging der Rohstoffbedarf Chinas, das in seiner Rolle als „Werkbank“ der USA und Europas eines der wichtigsten Rohstoffe importierenden Länder ist und weltweit in die Erschließung und Förderung von Rohstoffen investiert hatte, stark zurück. So waren Ende 2015 in China etwa 11.000 Kohlebergwerke mit zusammen etwa sechs Millionen Mitarbeitern in Betrieb. Bis 2018 sollen 4.300 dieser Minen mit einer Million Arbeitsplätzen geschlossen werden. Vom Rückgang des Rohstoffbedarfs Chinas und den fallenden Weltmarktpreisen von Öl, Eisenerz, Kupfer, Nickel und Kohle waren vor allem Brasilien, das erst kurz zuvor durch große Investitionen zum Netto-Rohölexporteur geworden war, sowie andere lateinamerikanische Länder betroffen, deren wichtigster Rohstoffabsatzmarkt China geworden war.
Vorläufig als Fehlschlag erwies sich das Vorhaben der chinesischen Regierung, den Wandel der Industrie weg von der „Werkbank der Welt“ und die dafür erforderliche schrittweise Reform des privaten Bankensystems durch die Stimulierung des Aktienmarktes zu bewältigen, während die Staatsbanken, vor allem die China Development Bank, weiterhin die großen Staats- oder staatsnahen Konzerne wie Huawei und einen überaus ehrgeizigen Ausbau der Infrastruktur finanzieren sollten. 2013 betrug die Investitionsquote in China fast 50 Prozent des Bruttoinlandsprodukts. Viele dieser Investitionen versickerten ohne nachhaltige Effekte in schwach entwickelten Regionen (Politik der „neuen Seidenstraße“ mit der Stadt Xi’an als Ausgangspunkt). So wurden zahllose Flughäfen (allein 97 waren für die Jahre von 2008 bis 2020 geplant), Häfen, Straßen und Hochhaussiedlungen gebaut, die allerdings dort, wo sie errichtet wurden, nicht immer benötigt wurden. Die Investitionen in staatsnahe Unternehmen erlaubten diesen, zu Dumpingpreisen zu exportieren. Die Abwanderung vom Lande in die Stadt und insbesondere in die Städte der Küstenzone beschleunigte sich mit der Zunahme der Investitionen und dem steigenden Wohlstand. 2013 stiegen die Landverkäufe auf einen Rekordwert, der 50 % über dem von 2012 lag. Lag der Urbanisierungsgrad in China 1990 bei 26 Prozent, so leben heute ca. 55 Prozent der Chinesen in den Städten. Damit stieg aber auch die Anfälligkeit des Arbeitsmarktes gegenüber Schwankungen der Auftragslage von exportintensiven Großunternehmen, um die herum zahlreiche Schlafstädte aus dem Boden gestampft wurden. die erst nachträglich bevölkert werden sollten und heute als Geisterstädte leer stehen. Im Hinterland kam es hingegen zu massiven Immobilienleerständen in Städten jenseits der ersten Reihe. 2014 brach der Wohnungsbau dann deutlich ein.
Die Gesamtverschuldung Chinas war durch den Investitionsboom von 158 Prozent des Bruttoinlandprodukts 2007 auf 282 Prozent im Jahr 2014 gestiegen und überschritt damit relativ die Verschuldung der USA. Dabei spielen weniger die Zentralregierung als vielmehr die Lokalregierungen die treibende Rolle; sie finanzierten sich durch den Verkauf von Landnutzungsrechten und förderten damit die Immobilienblase. Chinas Unternehmen sind mit etwa 700 Milliarden US-Dollar verschuldet, das sind etwa 170 Prozent des BIP. Zum großen Teil handelt es sich um Kredite bei Schattenbanken zu hohen Zinsen. Wegen sinkender Erzeugerpreise sind viele Unternehmen nicht in der Lage, ihre Kredite zurückzuzahlen. Millionen von Kleinsparern – man spricht von 5 Prozent der Bevölkerung – legten unter dem Einfluss der Propaganda einen großen Teil ihrer Ersparnisse an der Börse an. Der Composite Index der Börse in Shanghai stieg innerhalb eines Jahres um mehr als 150 Prozent; vom Höhepunkt dieser Blasenbildung am 12. Juni 2015 bis zum 25. August 2015 fiel er dann um ca. 42 Prozent. Diese Entwicklung löste seit Sommer 2015 panikartige Kapitalrückflüsse auch aus anderen Schwellenländern nach Nordamerika und Europa aus. In China schmolzen die Devisenreserven, die wegen der hohen Exportüberschüsse noch Anfang 2014 einen Rekordwert von über 3,8 Billionen US-Dollar erreicht hatten; die mehrfache Abwertung der chinesischen Währung sollte vor allem die Devisenreserven stabilisieren, die Anfang 2016 nur noch 3,3 Billionen Dollar betrugen.

### Wirtschaftliche Auswirkungen
Der Wandel von einem Agrarstaat zum Industriestaat kann sich vollziehen, wenn die Agrarprodukte und Rohstoffe nicht in ihrer Ursprungsform exportiert, sondern im Land weiterverarbeitet werden und damit die Wertschöpfungskette im Land verbleibt und den dortigen Wohlstand verbessert. Das gilt neben der Landwirtschaft auch für die Fischerei, Forstwirtschaft und den Bergbau.
Wo überproportionales Wirtschaftswachstum zu verzeichnen ist, gibt es Marktpotenzial in Wachstums- und Zukunftsmärkten, die oft mit der „zweiten Welt“ assoziiert werden, während Stagnation zu Schrupfmärkten führt, die sich durch Marktsättigung oft in den Industriestaaten ausbreiten.

#### Private Verschuldung
Zwar ist in vielen Schwellenländern die private Verschuldung noch gering im Verhältnis etwa zu Australien, Großbritannien, Schweden, Dänemark oder den USA; doch ist der meist durch den Erwerb von Immobilien und Autos bedingte Anstieg in vielen Ländern beachtlich. Die private Verschuldung in den Schwellenländern insgesamt ist 2016 auf etwa 120 Prozent ihrer jährlichen Wirtschaftsleistung gestiegen; das ist mehr als zu Beginn der Schwellenländerkrise 1998. Die privaten Dollar- und Euroschulden können wegen des Währungsverfalls in vielen Schwellenländern nicht mehr bedient werden. Besonders sind davon die Mittelschichten betroffen.
In Brasilien zum Beispiel hat der Verschuldungsgrad der Privathaushalte 2016 etwa 65 Prozent des BIP erreicht. Das ist der höchste Stand seit 25 Jahren. So verschlingt hier der monatliche Schuldendienst allein mehr als 25 Prozent des Nettoeinkommens und schmälert dadurch den Konsum erheblich.
Der weitere Verlauf und die Auswirkungen der Entwicklung sind derzeit (Januar 2017) noch nicht genau absehbar, am wenigsten wohl im Falle Chinas. Dort sind weitere Beeinträchtigungen des Konsums und der privaten Investitionen zu erwarten.

#### Staatsverschuldung
Die Staatsverschuldung der meisten Schwellenländer war in den Jahren vor der Finanzkrise war aufgrund der wachsenden Erlöse aus den Ölexporten gesunken. Sie war – bezogen auf das Bruttoinlandsprodukt – 2014 im Vergleich zu den Industrieländern sogar recht gering (Russland 18, China 41, Brasilien 65 Prozent, im Vergleich zu Deutschland 75 und Japan 246 Prozent). 2016 war sie jedoch bereits erheblich höher als zur Zeit der Finanzkrise. Zumal wenn die Kredite in Hartwährungen aufgenommen wurden und die Exporterlöse sinken, führt dies durch den Währungsverfall zu Haushaltskrisen und inflationären Entwicklungen. Etwa ein Viertel aller Dollarschulden (ca. 2,6 Billionen Dollar) wurden von Schwellenländern aufgenommen. Das im Jahr 2015 sinkende Bruttoinlandsprodukt in Algerien, Argentinien, Australien, Brasilien, Mexiko, Russland und der Türkei – in Venezuela hier schrumpfte die Wirtschaft 2015 bereits im dritten Jahr hintereinander – trug zur Erhöhung der relativen Schuldenlast dieser Staaten bei. Zu optimistische Wachstumsprognosen durch die Geberländer, fehlende Bonitätsprüfungen, schlechtes Schuldenmanagement, Misswirtschaft und Korruption verschärften die Situation zusätzlich. Mit dem Zinsanstieg in den USA ist die Rückzahlung von Dollarkrediten 2017 vor allem in Venezuela gefährdet.

#### Welthandel
2015 stiegen die Importe der Industrieländer schneller als die der Schwellenländer, die damit ihre Funktion als Treiber des Welthandels, die sie seit den 1990er Jahren ausübten, verloren. Die Importe der Schwellenländer gingen nicht nur bei Maschinen und Ausrüstungen zurück, sondern auch bei hochwertigen Konsumgütern (v. a. Autos). Der Rückgang der Importe Chinas und anderer großer Schwellenländern dämpfte das BIP-Wachstum der OECD-Länder 2015 nach OECD-Schätzungen um rund einen halben Prozentpunkt.
Afrikas Rohstoff- und Agrargüterexporte waren durch die sinkende Nachfrage Chinas und die Unterbrechung des Aufbaus von Infrastrukturen zur Rohstoffgewinnung besonders betroffen; aber auch die Förderung in Chile, Peru, Bolivien, Australien und Kasachstan ging zurück. Allein Indien, der drittgrößte Importeur fossiler Brennstoffe, profitierte von der Preissenkung der Rohstoffeinfuhren und gab von April 2015 bis März 2016 fast 30 Milliarden Euro weniger für Rohöleinfuhren aus.
Die oft vorhergesagte stärkere Verflechtung der Ökonomien der Schwellenländer untereinander zur Reduzierung ihrer Abhängigkeit von den Industrieländern ist – mit Ausnahme der aktiven Rolle, die China z. B. beim Infrastrukturausbau in einigen Schwellenländern übernommen hat – nicht im erwarteten Umfang vorangekommen.
In Deutschland waren die Automobil-, Autozuliefer- und Elektroindustrie, der Maschinenbau, dessen Hauptabnehmer China ist, sowie die autonahe chemische Industrie betroffen. Auch litten die Seeschifffahrt und der Containerumschlag des Hamburger Hafens, der mit 9,7 Millionen 20-Fuß-Standardcontainern (TEU) im Jahr 2014 noch nicht wieder das Niveau von 2007 erreicht hatte, machte doch der Hamburger Umschlag mit China allein 2,97 Milliarden Euro aus. Der Seehandel mit Russland, dessen Wirtschaft 2015 um 3,7 % geschrumpft war, ging 2014/15 ebenfalls zurück.

#### Investitionen in Ölförderung und Rohstofferschließung
Die Investitionen in die Erschließung neuer Ölquellen und in Fracking gingen weltweit weiter zurück. Shell stellte im September 2015 nach 10 Jahren die Tiefseebohrung in der Arktis ein. Die Frackingindustrie in den USA baute Förderanlagen in großem Stil ab, ebenso die Ölsandindustrie in Kanada. Mehrere russische Ölunternehmen zogen sich 2015 von der Londoner Börse zurück, da sich dort kein Kapital mehr einsammeln ließ. Petrobras, im Jahr 2008 nach Marktkapitalisierung das fünftgrößte Unternehmen der Welt, konnte seine Anleihen kaum noch bedienen und geriet 2015 in Schieflage. Als erste größere Ölfordergesellschaft stellte die chinesische CNOOC im Januar 2016 die Förderung zum Teil ein. Im Frühjahr 2016 sahen Wells Fargo und JPMorgan Chase an die Öl- und Gasindustrie vergebene Kredite in Höhe von mehr als 50 Milliarden US-Dollar als ausfallbedroht an. Im April 2016 war die US-Ölförderung auf den niedrigsten Stand seit Herbst 2014 gefallen.
Auch andere Bergbausparten mussten ihre Investitionen abschreiben oder einige ihrer Minen verkaufen. So verlor der hoch verschuldete Glencore-Konzern von 2011 bis September 2015 fast 90 % seines Börsenwerts. Er stoppte die gesamte Zinkproduktion in Peru. BHP Billiton verlor einen großen Teil seines Börsenwerts wegen des Verfalls des Kohlepreises und des Dammbruchs von Bento Rodrigues. Andere Bergbauunternehmen wie Anglo American konnten mit ihren Einkünften aus dem operativen Geschäft nicht einmal mehr ihre Kreditzinsen erwirtschaften; etwa die Hälfte der 135.000 Arbeitsplätze weltweit sind gefährdet. Die Tochtergesellschaft, die südafrikanische Anglo Platinum, verzeichnete wegen des Einbruchs des Platinpreises für 2015 erstmals hohe Verluste. Auch der staatliche chilenische Kupferkonzern Codelco, der mit etwa 25 Prozent zu den Staatseinnahmen beiträgt, litt unter sinkenden Erlösen und stark steigenden Abbaukosten. Ebenso sanken in Brasilien die Exporterlöse der Eisenerzminen.

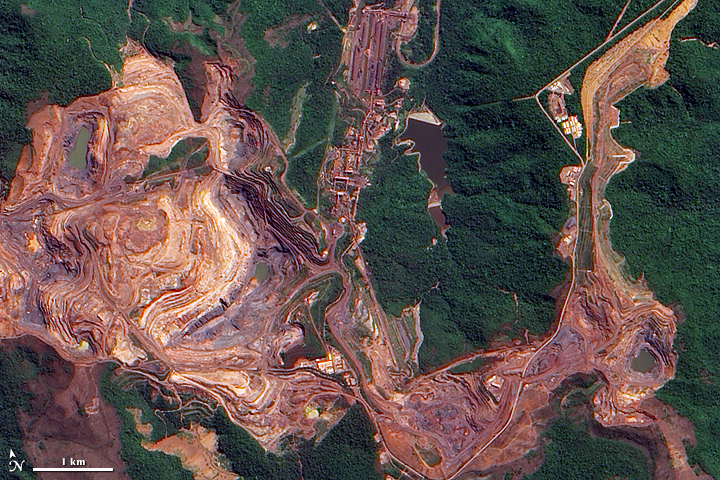
Brasilianische Eisenerzmine Carajás in Parauapebas (Pará) – die größte Eisenerzmine der Welt

Rio Tinto stellte bereits kurz nach Beginn der Förderung im Sommer 2013 den weiteren Ausbau der Kupfer- und Goldlagerstätte Ojuu Tolgoi in der Mongolei ein, deren Erlöse ein Drittel des mongolischen Bruttoinlandprodukts ausmachen sollte. Das Land hatte sich in Erwartung des Booms stark verschuldet und stand 2017 kurz vor dem Staatsbankrott.

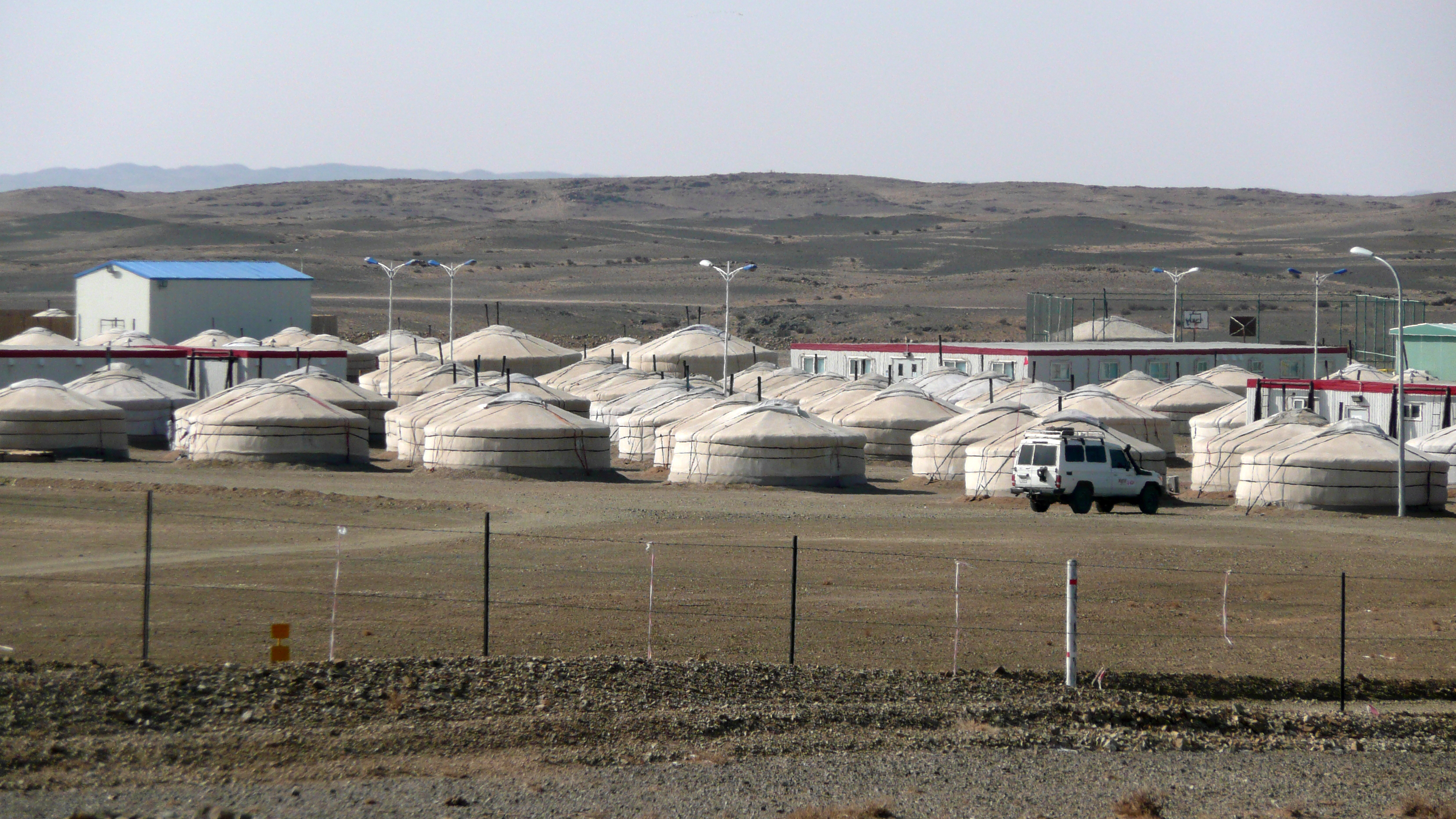
Jurten als Arbeiterwohnungen in der Kupfer- und Goldmine Ojuu Tolgoi, Mongolei

Fast alle Bergbau- und sonstigen Rohstoffunternehmen fuhren 2015/16 ihre geplanten Investitionsvorhaben zurück. Laut Standard & Poors sanken die Investitionen der Rohstoffunternehmen allein im Jahr 2015 um zehn Prozent. Dennoch gerieten sie in Schwierigkeiten bei der Bedienung der von ihnen in Hartwährungen aufgenommenen Kredite. Ihre Schulden in dreistelliger Milliardenhöhe führten seit Beginn des Jahres 2016 auch zu einem Kursverfall der Aktien einiger internationaler Großbanken, die stark im Rohstoffsektor engagiert sind.
Langfristig ist zu erwarten, dass es für die multinationalen Ölkonzerne im Vergleich zu den staatlichen Ölkonzernen immer schwieriger wird, Ölreserven zu erschließen. Während die multinationalen Ölkonzerne von 2001 bis 2014 nach Berechnungen der Boston Consulting Group ihre Explorationsausgaben von 25 auf fast 100 Milliarden US-Dollar vervierfacht und ihre Schulden verdreifacht haben, blieb das Volumen neu erschlossener Reserven in dieser Zeit unverändert bei 20 Milliarden Barrel Öläquivalent.

#### Kapitalabfluss aus Schwellenländern
Erwartet wurde, dass künftig weniger europäisches Kapital in die asiatischen Schwellenländer fließt, die vor einer Konsolidierung ihrer Bankenlandschaft stehen. Einige europäische Banken zogen sich aus asiatischen Bankplätzen wie Singapur zurück. Darüber hinaus verstärkte sich der Kapitalabfluss aus den Schwellenländern, insbesondere aus China. Das Land sah sich aufgrund des fallenden Kurses der eigenen Währung gezwungen, große Auslandsinvestitionen chinesischer Firmen und die Gewinnrückführung an ausländische Investoren zu beschränken. Angesichts des starken Dollars und höherer Zinsen in den USA warnte der IWF im Januar 2016 vor einer drohenden Zahlungsunfähigkeit der Dollar-Schuldnerländer.
Die Gründung der New Development Bank der BRICS-Länder, die 2016 aktiv werden soll, kam für die Schwellenländer zu spät, um eine erhebliche Rolle bei der Krisenbekämpfung spielen zu können. Mit dem Erstarken des US-Dollars 2018 kam es erneut zu einer Kapitalflucht aus den Schwellenländern, so aus Argentinien, Brasilien, Südafrika und der Türkei.

### Soziale und politische Auswirkungen
Die in den letzten zehn bis zwanzig Jahren stark angewachsenen Mittelschichten dieser Länder haben durch Inflation, geplatzte Immobilien- und Börsenblasen sowie das Durchschlagen der Krise auf den Arbeitsmarkt Mühe, ihren Wohlstand zu halten, wenn es nicht zu einem schnellen Wiederanstieg der Rohstoffpreise kommt. In Brasilien stieg die Arbeitslosigkeit von Ende 2014 bis Ende 2015 von etwa 5 auf 8, in Venezuela von 8 auf 14 Prozent.
In vielen Ländern werden der Übergang zu einer offenen Wirtschaft und der Wachstumsoptimismus in Frage gestellt. Die Krise hat die Glaubwürdigkeit westlicher Wirtschaftskonzepte untergraben. Das gilt insbesondere für die arabische Welt und Afrika, wo die Zeit des Rohstoffbooms nicht nachhaltig genutzt wurde. Seit 2014 hat eine auch durch Kriegswirren bedingte Abwanderung von Angehörigen der Mittelschichten aus dem arabischen Raum eingesetzt. Hinzu kommen Einbrüche in der Tourismusindustrie, die vor allem Ägypten und Tunesien trafen.
Die OPEC erwies sich lange Zeit als unfähig, den Fall des Ölpreises zu bremsen. Auch die Eskalation des Konflikts zwischen Saudi-Arabien und Iran, die in Syrien und Jemen bereits zwei Stellvertreterkriege führen, verhinderte den weiteren Fall des Ölpreises nicht. Alle Versuche zu einer politischen Absprache scheiterten.
Mit der Verschärfung der Krise der Staatsfinanzen nahm die politische Instabilität der Golfregion zu. Wegen des niedrigen Ölpreises ging in der Region die Zahl der Gastarbeiter aus Indien, Nepal oder Bangladesch stark zurück. Dadurch verringerten sich die Überweisungen in ihre Heimatländer – allein für Indien handelt es sich um einen Betrag von ca. 35 Milliarden US-Dollar pro Jahr. Politische Verwerfungen können die Folge sein oder sind bereits eingetreten.
Der hochregulierte, durch Quotensysteme geprägte Arbeitsmarkt Saudi-Arabiens ist besonders von der Krise betroffen. Dort wird wegen der wegfallenden Subventionierung vieler Arbeitsplätze und der Einkommensverluste der Führungselite wie der Mittelschichten eine weiter steigende Arbeitslosigkeit vor allem unter den ca. 9 Millionen ausländischen Arbeitern vorhergesagt; jedoch können wichtige Positionen in der Privatwirtschaft mit den dafür nicht hinreichend qualifizierten Inländern nicht besetzt werden. Es droht trotz intensiver Suche nach Exportmöglichkeiten für alternative Rohstoffe und Produkte nicht ölabhängiger Industrien (z. B. im Rahmen der Rohstoffverarbeitungs- und Industrieprojekte in Ras al-Khair bei al-Dschubail) ein weiterer Anstieg der Jugendarbeitslosigkeit. Die Staatsverschuldung hatte Ende 2016 ein Ausmaß erreicht, dass erstmals eine Mehrwertsteuer sowie Zucker- und Tabaksteuern eingeführt wurden.
Das durch die Suezkanal-Erweiterung hochverschuldete Ägypten verlor einen großen Teil seiner Währungsreserven, nachdem Saudi-Arabien die Unterstützung für die Regierung kürzte, und musste sich im November 2016 den Bedingungen des IWF unterwerfen und seine Währung um die Hälfte abwerten, um einen IWF-Kredit zu erlangen.
In Südamerika scheiterten Regierungen, die sich als unfähig erwiesen, adäquat auf das Ende des Rohstoffbooms zu reagieren, in Venezuela, Brasilien und Argentinien; oder bei Wahlen setzten sich wirtschaftsfreundliche Kandidaten durch wie der frühere Wall-Street-Banker Pedro Pablo Kuczynski 2016 in Peru. Große südamerikanische Staatskonzerne stehen vor der Notwendigkeit, tiefgreifende Reformen durchzuführen. Die Anleger kehrten daher im Frühjahr 2016 an die lateinamerikanischen Börsen zurück, obwohl die Wirtschaft der sieben größten Länder Lateinamerikas auch 2016 um 1 % schrumpfen soll. Ein neuer Rückschlag traf die lateinamerikanischen Märkte jedoch durch den Korruptionsskandal um das brasilianische Privatunternehmen Odebrecht ein, der die politische Klasse in mindestens 12 Schwellenländer- und Entwicklungsländern ins Wanken bringt.
Die Errichtung von Freihandelszonen zwischen den großen Wirtschaftsblöcken durch Abkommen wie TTIP, die nach dem Scheitern der Verhandlungen der WTO-Mitgliedsländer um multilaterale Lösungen der Abwehr der Konkurrenz der Schwellenländern und als Druckmittel der Industrieländer diesen gegenüber dienen sollen, stößt nicht nur in den Schwellenländern, die den Aufbau einer solchen Drohkulisse als Diskriminierung empfinden, auf zunehmende Kritik: Auch in den Industrieländern werden Arbeitsplatzverluste befürchtet, wenn Auslandsinvestitionen der USA oder der EU-Länder durch den Abwertungsdruck auf die Währungen der Schwellenländer erleichtert werden. Der IWF fürchtet in seinem World Economic Outlook vom April 2016 einen weiteren Zuwachs von nationalistischen und protektionistischen Tendenzen.
In China, in Russland und in der Türkei, aber z. B. auch in Indien erstarkten solche nationalistischen Tendenzen seit 2014 und erreichten 2016 die westlichen Industrieländer. Die Tendenz zur Kooperation in der Weltwirtschaft hat durch die Krise und die politischen Widerstände gegen die Globalisierungsfolgen in vielen Ländern – vor allem nach der Wahl Donald Trumps in den USA – einen Rückschlag erlitten.

### Trendwende 2016
Der Rückgang der Investitionen in die Ölförderung, die Drosselung der Fracking-Aktivitäten sowie Ausfälle bei der Ölförderung in Venezuela, Nigeria und – bedingt durch Waldbrände – in Kanada, führten dazu, dass seit Frühjahr 2016 die Ölvorräte weltweit sanken und der Preis pro Barrel bis Juni 2016 wieder auf über 50 US-Dollar, im Oktober 2017 auf über 60 Dollar anstieg. Allerdings stieg auch der US-Export von insbesondere von Schieferöl 2017 weiter und setzte die OPEC-Staaten, die sich um eine Stabilisierung der Rohölpreise bemühten, unter Druck.
Die Schließung von Kupfer- und Zinkminen, die erhöhte Nachfrage nach Gold sowie Ernteausfälle bei Agrarprodukten (z. B. bei Kaffee und bei Kakao, dessen Preis 2017 sogar sein zweithöchstes Niveau seit 1977 erreichte) führten im Frühsommer 2016 zu steigenden Preisen auch für andere Rohstoffe und Agrarprodukte außer Weizen, die teils ihren Stand aus der Zeit vor 2015 erreichten. Der Zinkpreis stieg gegenüber seinem Fünfjahrestief im Januar 2016 bis Juli 2016 um etwa 50 Prozent; der Kupferpreis, der im Juli 2016 erstmals wieder seinen Stand von 2009 erreichte, verteuerte sich 2017 um weitere 20 Prozent. Auch die Preise für Aluminium und Wolfram stiegen wieder an.
Im Verhältnis zur fast stagnierenden europäischen Wirtschaft erscheinen daher die Schwellenländer vielen Investoren seit Frühjahr 2016 – insbesondere nach dem Brexit-Referendum – wieder als interessante Anlagefelder. So ermittelte der IWF für die Schwellenländer ein Wirtschaftswachstum von 4,1 Prozent (zum Vergleich: Industrieländer 1,6 Prozent) und prognostizierte für 2017 ein Wachstum von 4,5 (zum Vergleich 1,9 Prozent).
Die Geldschwemme als Folge der Politik der großen Zentralbanken unterstützte die Anlagebereitschaft auch in bisher weniger beachteten Schwellenländern wie Kasachstan. Die gestiegene Investitionsbereitschaft wurde allerdings durch die Ankündigungen Donald Trumps, er werde hohe Einfuhrzölle auf Importe aus Mexiko und anderen Ländern erheben, sowie durch politische Unsicherheit in der Türkei und Brasilien gebremst. Unter einer möglichen Abschottung des US-Marktes dürften vor allem Mexiko und einige andere lateinamerikanische Länder und andere stark exportorientierte Länder wie Thailand oder Südkorea leiden. Die Rohstoffländer hingegen könnten die Auswirkungen protektionistischer Maßnahmen vermutlich über eine steigende US-Nachfrage nach Rohstoffen kompensieren.

### Latente Risiken
In China bleibt die Kreditblase in Verbindung mit trotz niedriger Leitzinsen ausbleibenden privaten Investitionen ein Risikofaktor, Hier wird ein Kapitalabfluss durch steigende chinesische Direktinvestitionen in Europa erwartet, dem die Regierung mit dem Infrastrukturausbau im Westen Chinas und in den westlichen Anrainerstaaten und der Eröffnung neuer Handelskorridore nach Europa begegnen will (Projekt Neue Seidenstraße). Trotz der wirtschaftlichen Erholung dürften die politischen und sozialen Folgen des Wachstumseinschnitts von 2014/15 noch lange spürbar sein.
Auch in Indien wuchs eine Kreditblase. Die indische Finanzindustrie wird immer wieder durch Betrugs- und Korruptionsskandale erschüttert.
Das Institute of International Finance (IIF), eine Lobbyorganisation von 38 weltweit führenden Banken, sorgte sich zu Beginn des Jahres 2018 erneut um die finanzielle Stabilität der Schwellenländer. 2018 sei deren Umschuldungsrisiko besonders hoch: In diesem Jahr erreichen Schuldtitel im Wert von 1500 Milliarden US-Dollar das Ende ihrer Laufzeit und müssen durch neue Kredite abgelöst werden.

## Die Rückkehr der Krise 2018/19
2018 mehrten sich die Anzeichen für eine Verlangsamung des Zuwachses des Welthandels. Vor allem der Handelskonflikt zwischen China und den USA führte im Sommer 2018 erneut zu sinkenden Rohstoffpreisen für Kupfer (von Juni bis August 2018 ca. −12 %), Silber und Zink bei gleichzeitig steigenden Ölpreisen. Der Palmölpreis fiel im Sommer 2018 auf den niedrigsten Stand der letzten zwei Jahre. Von diesen Tendenzen waren u. a. die Volkswirtschaften Chiles, Perus, Boliviens, Indonesiens und Malaysias besonders betroffen. Unter dem Kaffeepreisverfall (September 2017 – September 2018 ca. −23 %) litten u. a. Mexiko, Guatemala, Brasilien und Kolumbien.
Hinzu kam in vielen Ländern eine steigende Privat- und Unternehmensverschuldung in Fremdwährungen. Durch den Anstieg des Dollarkurses im Frühjahr 2018 fiel die Rückzahlung von Dollarkrediten vielen Ländern schwerer als erwartet. In der Türkei mit ihrem steigenden Leistungsbilanzdefizit waren im Sommer 2018 die kurzfristigen Verbindlichkeiten höher als die Devisenreserven. Die Krise der türkischen Währung schürte die Furcht vor Anstreckungstendenzen. Die Türkei (September 2018: 24 %), Argentinien (August 2018: 60 %), aber auch Ecuador, Mexiko, Pakistan und Indien mussten ihre Leitzinsen 2017/18 erhöhen, um ihre Währungen zu stabilisieren, was kaum Erfolge zeigte. In Brasilien und Russland lagen die Leitzinsen im Sommer 2018 bei über 6 Prozent; diese beiden Länder erholten sich nur langsam von der Rezession 2014–2016. Argentinien musste wegen der Sparauflagen des IWF alle Infrastrukturprojekte verschieben, darunter ein Staudammprojekt von 2,2 Milliarden Dollar. Südafrika erlebte 2018 unerwartet eine Rezession; die landwirtschaftliche Produktion fiel, die Arbeitslosigkeit stieg. Die Symptome dieser Krisen glichen deutlich der Tequila-Krise von 1994/95; viele Zentralbanken verfügten nun aber über höhere Dollarreserven und anderen Finanzmittel. So benutzte Brasilien in Kooperation mit der Fed Dollar-Swaps, um kurzfristige Liquiditätsengpässe zu überwinden. Länder wie Mexiko, Kolumbien, Peru oder Chile waren weniger von der Währungskrise betroffen.
Die Infrastrukturinvestitionen in die Neue Seidenstraße führten auch zur erhöhten Verschuldung einiger asiatischer Länder wie Pakistan oder Kirgisistan. Die indonesische Rupiah fiel Ende August 2018 auf den niedrigsten Stand im Verhältnis zum US-Dollar seit der Asienkrise 1998, die indische Rupie auf ein Allzeittief, der südafrikanische Rand in dessen Nähe und der Yuan im Oktober 2018 auf ein Rekordtief.
Nach einer kurzen Erholung im Winter 2018/19 fielen im Juli/August 2019 erneut die Rohstoffpreise sowie die Währungen einiger Schwellenländer, da sich die globale Konjunktur abkühlte und die Investoren vor allem wegen des Handelsstreits zwischen den USA und China Kapital abzogen.
Seit dem Herbst 2019 bedrohte die weltweite Abschwächung der Konjunktur erneut die Schwellenländer. Infolge der COVID-19-Pandemie wurde 2020 erneut vor allem US-Kapital aus diesen Ländern abgezogen; die Währungen Südafrikas, Brasiliens und der Türkei verloren deutlich gegenüber Dollar und Euro. Im April 2020 kündigte sich die Zahlungsunfähigkeit Argentiniens an. Im März 2020 geriet außerdem der Ölpreis unter starken Druck, nachdem Russland eine Förderbeschränkung ablehnte, während Saudi-Arabien eine erhebliche Produktionsausweitung ankündigte. Das daraus resultierende Überangebot traf auf einen massiven Nachfragerückgang aufgrund der Corona-Krise. Am 9. März 2020 stürzte der Ölpreis regelrecht ab und fiel innerhalb von zwei Monaten auf etwa ein Drittel, was Russland, Aserbaidschan, den Irak, Nigeria oder Angola, aber auch die US-Frackingindustrie in Bedrängnis brachte.